# Манфред II (Салуцо)
Вижте пояснителната страница за други личности с името Манфред.
Манфред II (на италиански: Manfredo II del Vasto, * 1140, † 1215) от род Алерамичи e маркграф на Салуцо от 1175 до 1215 г.
Той e син и наследник на маркграф Манфред I († след 4 юни 1175) и Елеанора.
Той разширява територията си и се бие против съседните графове на Савоя, с които сключва мир през 1213 г.
Манфред II се жени през 1182 г. за Аласия (Аделасия, Азалайс) от Монферат († 1215), дъщеря на маркграф Вилхелм V Монфератски и Юдит Австрийска († 1169), дъщеря на маркграф Леополд III от Австрия.  Двамата имат 4 деца: един син и три дъщери.
Манфред II умира през 1215 г. и е последван от неговия внук Манфред III, син на умрелия му син Бонифаций († 1212).